# Фізеш (Хунедоара)
Фізеш (рум. Fizeș) — село у повіті Хунедоара в Румунії. Входить до складу комуни Бейца.
Село розташоване на відстані 305 км на північний захід від Бухареста, 13 км на північ від Деви, 102 км на південний захід від Клуж-Напоки, 130 км на схід від Тімішоари.

## Населення
За даними перепису населення 2002 року у селі проживали 209 осіб, з них 207 осіб (99,0%) румунів. Рідною мовою 208 осіб (99,5%) назвали румунську.